# آرورا دو توکانتینس
آرورا دو توکانتینس (به پرتغالی: Aurora do Tocantins) یک منطقهٔ مسکونی در برزیل است که در توکانتینس واقع شده‌است. آرورا دو توکانتینس ۷۵۳ کیلومتر مربع مساحت و ۳٬۷۸۳ نفر جمعیت دارد.